# Milwaukee River
Milwaukee (ang. Milwaukee River) – rzeka w amerykańskim stanie Wisconsin, uchodzi do jeziora Michigan w Milwaukee.